# Gibi do Glauco
Gibi do Glauco foi um suplemento especial do jornal Folha de S. Paulo publicado em 16 de março de 2010 com uma seleção de tiras, quadrinhos e charges do cartunista Glauco Villas Boas, além de textos sobre o artista. O encarte foi lançado em homenagem a Glauco, que fora assassinado em 12 de março do mesmo ano. O suplemento, com 32 páginas coloridas, apresentava desde seu primeiro cartum publicado no jornal, em 26 de março de 1977, até trabalhos realizados pouco antes de sua morte. As charges foram divididas cronologicamente, com base no presidente de cada período (pois esses eram os principais "alvos" das charges políticas de Glauco).
Em 2011, o suplemento ganhou o Troféu HQ Mix na categoria "melhor publicação de charges". Além disso, como homenagem a Glauco (cujo personagem mais conhecido, Geraldão, foi o tema do troféu daquele ano no HQ Mix), a Folha de S. Paulo reimprimiu o Gibi do Glauco e distribuiu gratuitamente a todos os presentes na cerimônia de premiação.
Em 2012, o conteúdo do Gibi do Glauco foi transformado em uma exposição paralela no 39° Salão Internacional de Humor de Piracicaba. A mostra, que trazia o mesmo nome do suplemento especial, foi realizada no Museu e Centro de Ciências, Educação e Artes Luiz de Queiroz, em Piracicaba, e apresentava as tiras e charges originalmente compiladas na publicação e material extra. A exposição ocorreu de 3 a 22 de agosto.